# Hampe de drapeau d'Achgabat
La hampe de drapeau d'Achgabat est un mât de drapeau situé à Achgabat, capitale du Turkménistan. Érigé en 2008, sa hauteur de 133 m en fait un des plus hauts du monde.